# Radieuse Aurore
Radieuse Aurore (Burning Daylight) est un roman de Jack London paru en 1910.

## Présentation et contexte
Selon le quatrième de couverture de l'édition en français, Radieuse Aurore, est « le plus désillusionné des romans de London ». Ce récit décrit les aventures  d'un chercheur d'or qui prend tous les risques qui enrichit par son travail une fois rentré aux États-Unis, devient as de la finance, puis un révolté avant de se résigner.
L'auteur du roman, Jack London, a, lui-même, été prospecteur d'or dans le Klondike entre 1897 et 1898 et il travaillera également comme pilote des navires dans les rapides du Yukon autour de Whitehorse. Il connait donc bien la région et peut décrire sans problème toutes les aventures de son héros.

## Résumé

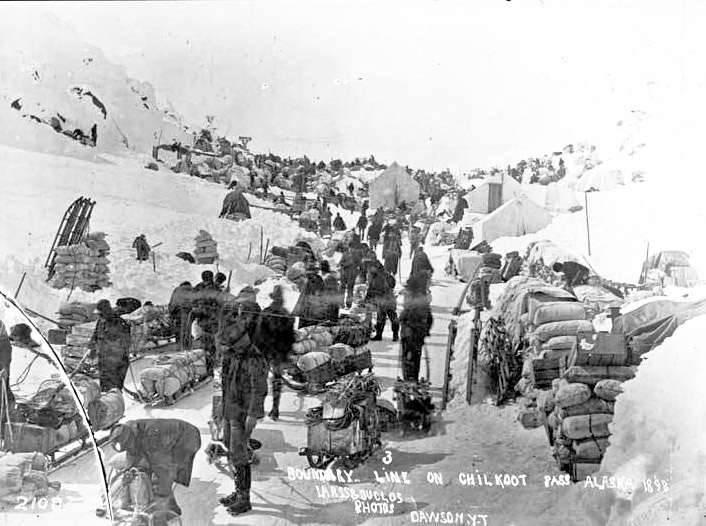
Chercheurs d'or dans le Klondike

Elam Harnish, surnommé Radieuse Aurore (Burning Daylight en anglais), est chercheur d’or au Klondike à l'époque de la ruée vers l'or. C'est un homme très courageux qui n'hésite pas en prendre des risques et il devient rapidement multi millionnaire après avoir découvert et exploité un filon.
Fatigué de cette vie difficile, Elam décide de revenir dans sa ville d'origine, San Francisco, afin d'y investir sa fortune durement acquise. 
Cette existence le promeut au sommet de l’échelle sociale le transformera petit à petit en un homme de pouvoir, prêt à tout pour s'enrichir encore plus, jusqu’à sa rencontre avec Dede Mason, une femme, qui va remettre en question son mode de vie.

## Éditions

### Édition originale
Le roman est d'abord publié en 1910 sous forme de série dans le New York Herald avant d'être édité la même année par Macmillan Publishers.

### Édition française
Ce roman, traduit en français par Alice Bossuet est publié en 1921 par la maison d'édition parisienne La Renaissance du livre. Il bénéficiera d'autres traductions dont celle de Robert Sctrick, parue aux éditions Libretto, en 2005 et préfacée par l'historien Max Gallo.